# Matera (vino)
Il Matera è una DOC riservata ad alcuni vini la cui produzione è consentita nella provincia di Matera.

## Zona di produzione
La zona di produzione comprende:
Provincia di Matera
Intero territorio.

## Storia
La viticoltura nella provincia di Matera è attestata fin dall'età del bronzo da numerosi ritrovamenti, tra i fiumi Basento e Sinni, in alcune necropoli di piccoli insediamenti. Sul vasellame recuperato è possibile osservare raffigurazioni della caratteristica forma di coltivazione utilizzata nel periodo della Magna Grecia.
Testimonianze della presenza di una fiorente attività di viticoltura nel materano sono rappresentate dalle Tavole di Heraclea (VII sec. a.C.), conservate presso il Museo archeologico nazionale di Napoli, la prima mappa con fedeli rappresentazioni delle terre coltivate di pertinenza del tempio di Eraclea.
Risalgono invece al '200 i primi documenti attestanti attività di compra-vendita di vigneti.
Nel 1887, l’archeologo materano Domenico Ridola, esperto enologo, in occasione della prima mostra enologica lucana, fu premiato per un vino color rosso ciliegia, odore fragrante, con sapore squisito da dessert con 15,60% di alcool, chiamato San Bardo. La fine dell'800 è anche il periodo in cui si consolida l'uso del vitigno Primitivo. Con 2000 ettari di vigneti e con circa 50.000 ettolitri di vino prodotti all'anno, Matera era il maggior produttore di vino lucano.
Nei primi anni del '900 risalgono le prime produzioni di vino spumante, produzione che raggiungerà l'apice intorno agli anni 50-'60.
La DOC Matera è stata riconosciuta con Decreto Ministeriale del 6 luglio 2005.

## Disciplinare
Il Matera DOC è stato istituito con DM 6 luglio 2005 pubblicato sulla Gazzetta Ufficiale n. 163 del 15 luglio 2005
Successivamente è stato modificato con:
- DM 13.07.2011 G.U. 179 - 03.08.2011
- DM 30.11.2011 G.U. 295 – 20.12.2011 (Pubblicato sul sito ufficiale del Mipaaf Sezione Qualità e Sicurezza - Vini DOP e IGP)
- DM 12.07.2013 (Pubblicato sul sito ufficiale del Mipaaf Sezione Qualità e Sicurezza - Vini DOP e IGP
- La versione in vigore è stata approvata con DM 07.03.2014 Pubblicato sul sito ufficiale del Mipaaf Sezione Qualità e Sicurezza - Vini DOP e IGP.[1]

## Tipologie

### Matera rosso
| uvaggio                        | minimo 60% Sangiovese minimo 30% Primitivo massimo 10% vitigni a bacca nera idonei alla coltivazione nella regione Basilicata |
| titolo alcolometrico minimo    | 12,00% vol. |
| acidità totale minima          | 4,5 g/l. |
| estratto secco minimo          | 23,00 g/l |
| resa massima di uva per ettaro | 100 q. |
| resa massima di uva in vino    | 70 % |

#### Caratteri organolettici
- Aspetto: rosso rubino;[3]
- Olfatto: complesso, fruttato;[3]
- Gusto: armonico, piacevole.[3]

#### Abbinamenti consigliati
Carne arrosto o alla griglia, selvaggina, formaggi stagionati.

### Matera primitivo
| uvaggio                        | minimo 90% Primitivo massimo 10% vitigni a bacca nera, non aromatici, idonei alla coltivazione nella regione Basilicata |
| titolo alcolometrico minimo    | 13,00% vol. |
| acidità totale minima          | 4,5 g/l. |
| estratto secco minimo          | 23,00 g/l |
| resa massima di uva per ettaro | 100 q. |
| resa massima di uva in vino    | 70 % |

#### Caratteri organolettici
- Aspetto: rosso rubino, rosso rubino con riflessi granati;[4]
- Olfatto: persistente, caratteristico;[4]
- Gusto: secco, di corpo, armonico.[4]

#### Abbinamenti consigliati
Primi piatti a base di carne, carne arrosto o alla griglia, formaggi di media stagionatura.

### Matera primitivo passito
| uvaggio                        | Primitivo min 90% vitigni a bacca nera, non aromatici, idonei alla coltivazione in Basilicata max 10%. |
| titolo alcolometrico minimo    | 14,50% vol.                                                                                            |
| acidità totale minima          | 4,0 g/l.                                                                                               |
| estratto secco minimo          | 25,00 g/l                                                                                              |
| resa massima di uva per ettaro | 100 q.                                                                                                 |
| resa massima di uva in vino    | 50 %                                                                                                   |

#### Caratteri organolettici
- Aspetto: rosso rubino, rosso rubino con riflessi granati;
- Olfatto: caratteristico, persistente;
- Gusto: dolce, armonico

#### Abbinamenti consigliati
Biscotti e pasticcini, formaggi erborinati.

### Matera rosato
| uvaggio                        | Primitivo min 90% vitigni a bacca nera, non aromatici, idonei alla coltivazione in Basilicata max 10%. |
| titolo alcolometrico minimo    | 12,00% vol.                                                                                            |
| acidità totale minima          | 5,0 g/l.                                                                                               |
| estratto secco minimo          | 19,00 g/l                                                                                              |
| resa massima di uva per ettaro | 100 q.                                                                                                 |
| resa massima di uva in vino    | 70 %                                                                                                   |

#### Caratteri organolettici
- Aspetto: rosa cerasuolo;
- Olfatto: fine, armonico;
- Gusto: secco, di corpo, armonico.

#### Abbinamenti consigliati
Primi piatti, carni bianche.

### Matera moro
| uvaggio                        | Cabernet sauvignon min 60%; Primitivo min 20%; Merlot min 10%; possono concorrere alla produzione altri vitigni a bacca nera, non aromatici, idonei alla coltivazione in Basilicata max 10%. |
| titolo alcolometrico minimo    | 12,00% vol. |
| acidità totale minima          | 4,5 g/l. |
| estratto secco minimo          | 23,00 g/l |
| resa massima di uva per ettaro | 100 q. |
| resa massima di uva in vino    | 70 % |

#### Caratteri organolettici
- Aspetto: rosso rubino.
- Olfatto: fruttato, speziato, persistente;
- Gusto: secco, di corpo, armonico.

#### Abbinamenti consigliati
Primi piatti a base di carne, carne arrosto o alla griglia, formaggi di media stagionatura.

### Matera moro riserva
Affinamento di 36 mesi, di cui 24 in botte di legno, a partire dal 1 novembre dell'anno di vendemmia.
| uvaggio                        | Cabernet sauvignon min 60%; Primitivo min 20%; Merlot min 10%; possono concorrere alla produzione altri vitigni a bacca nera, non aromatici, idonei alla coltivazione in Basilicata max 10%. |
| titolo alcolometrico minimo    | 13,00% vol. |
| acidità totale minima          | 4,5 g/l. |
| estratto secco minimo          | 23,00 g/l |
| resa massima di uva per ettaro | 100 q. |
| resa massima di uva in vino    | 70 % |

#### Caratteri organolettici
- Aspetto: rosso rubino, rosso granato;
- Olfatto: fruttato, speziato, persistente;
- Gusto: secco, di corpo, armonico.

#### Abbinamenti consigliati
Carne arrosto o alla griglia, selvaggina, formaggi stagionati.

### Matera greco
| uvaggio                        | Greco min 85%; possono concorrere alla produzione altri vitigni a bacca bianca non aromatici, idonei alla coltivazione in Basilicata max 15%. |
| titolo alcolometrico minimo    | 11,00% vol. |
| acidità totale minima          | 5,0 g/l. |
| estratto secco minimo          | 19,00 g/l |
| resa massima di uva per ettaro | 100 q. |
| resa massima di uva in vino    | 70 % |

#### Caratteri organolettici
- Aspetto: giallo paglierino;
- Olfatto: caratteristico, persistente;
- Gusto: caratteristico.

#### Abbinamenti consigliati
Antipasti di pesce, primi piatti di pesce, pesce al forno o alla griglia.

### Matera bianco
| uvaggio                        | Malvasia bianca di Basilicata min 85%; possono concorrere alla produzione altri vitigni a bacca bianca non aromatici, idonei alla coltivazione in Basilicata max 15%. |
| titolo alcolometrico minimo    | 11,00% vol. |
| acidità totale minima          | 5,0 g/l. |
| estratto secco minimo          | 19,00 g/l |
| resa massima di uva per ettaro | 100 q. |
| resa massima di uva in vino    | 70 % |

#### Caratteri organolettici
- Aspetto: giallo paglierino;
- Olfatto: fine, fruttato;
- Gusto: secco, sapido.

#### Abbinamenti consigliati
Antipasti di pesce, primi piatti di pesce, pesce al forno o alla griglia.

### Matera bianco passito
| uvaggio                        | Malvasia bianca di Basilicata min 85%; possono concorrere alla produzione altri vitigni a bacca bianca non aromatici, idonei alla coltivazione in Basilicata max 15%. |
| titolo alcolometrico minimo    | 13,00% vol. |
| acidità totale minima          | 4,0 g/l. |
| estratto secco minimo          | 28,00 g/l |
| resa massima di uva per ettaro | 100 q. |
| resa massima di uva in vino    | 50 % |

#### Caratteri organolettici
- Aspetto: giallo ambrato;
- Olfatto: fine, fruttato;
- Gusto: secco, sapido.

#### Abbinamenti consigliati
Biscotti e pasticcini, Formaggi erborinati

### Matera spumante
| uvaggio                        | Malvasia bianca di Basilicata min 85%; possono concorrere alla produzione altri vitigni a bacca bianca non aromatici, idonei alla coltivazione in Basilicata max 15%. |
| titolo alcolometrico minimo    | 12,50% vol. |
| acidità totale minima          | 5,0 g/l. |
| estratto secco minimo          | 18,00 g/l |
| resa massima di uva per ettaro | 100 q. |
| resa massima di uva in vino    | 70 % |

#### Caratteri organolettici
- Aspetto: giallo paglierino, bollicine fini, bollicine persistenti;
- Olfatto: fruttato, caratteristico, piacevole;
- Gusto: caratteristico.

#### Abbinamenti consigliati
Aperitivi, a tutto pasto.

### Matera spumante rosé
| uvaggio                        | Primitivo min 90%; possono concorrere alla produzione altri vitigni a bacca nera, idonei alla coltivazione in Basilicata max 10%. |
| titolo alcolometrico minimo    | 12,00% vol. |
| acidità totale minima          | 5,0 g/l. |
| estratto secco minimo          | 18,00 g/l |
| resa massima di uva per ettaro | 100 q. |
| resa massima di uva in vino    | 70 % |

#### Caratteri organolettici
- Aspetto: rosa cerasuolo, bollicine fini, bollicine persistenti;
- Olfatto: fruttato, caratteristico, piacevole;
- Gusto: caratteristico.

#### Abbinamenti consigliati
Aperitivi, A tutto pasto